# Газове світло (фільм, 1944)
«Га́зове сві́тло» (англ. Gaslight) — американський трилер в стилі нуар Джорджа К'юкора 1944 року, лауреат премії «Оскар». Фільм знятий на основі британської п'єси «Газове світло» (у США йшла під назвою «Вулиця ангела»), від якої походить найменування форми психологічної маніпуляції газлайтинг.
Молода співачка Паула вселяється з чоловіком до будинку, де мешкала її тітка, поме́рла за загадкових обставин. Згодом Паула помічає, що в будинку таємниче зникають речі, а світло в газових світильниках згасає, коли чоловіка немає вдома.

## Сюжет

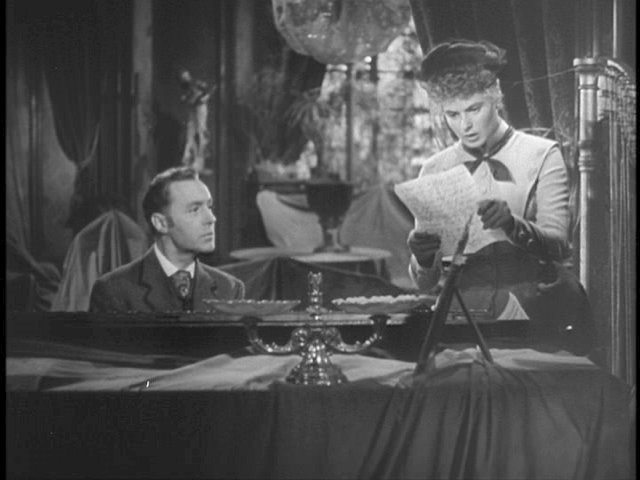
Паула знаходить листа, адресованого її покійній тітці

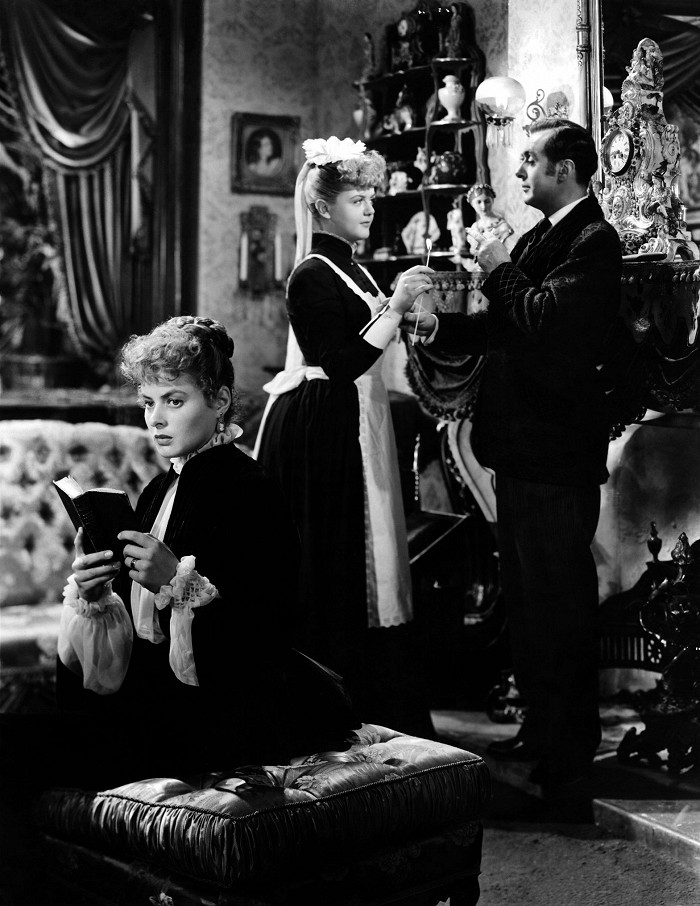
Паула з чоловіком та служницею Ненсі

Події відбуваються у Вікторіанській Англії. В будинку на Торнтонській площі знаходять задушеною оперну приму Еліс Алквест, вбивство лишається нерозкритим. За кілька років до апартаментів загиблої вселяється її небога — молода спадкоємиця Паула з чоловіком Грегором, її акомпаніатором.
Дія переноситься на кілька тижнів у минуле, коли Паула тільки-но познайомилася з Грегором під час навчання в Італії. Їхній роман був швидким і несподіваним. Їдучи в потязі, Паула слухає розповідь пасажирки про книгу, в якій описувався чоловік, який убив шістьох своїх дружин, а трупи сховав у підвалі. Пасажирка згадує таємниче вбивство, жертвою якого була Еліс кілька років тому. Згодом Грегорі пропонує дружині переїхати до Лондона. Паула відчуває, що більше не боїться повертатися в будинок тітки, та вирішує, що там і буде їхній новий дім. Сусідкою подружжя виявляється бачена в потязі жінка — міс Твайс.
Будинок роками стояв без догляду, що пригнічує Паулу. Вона знаходить лист, надісланий до Еліс перед убивством, що раптово дратує Грегора. Чоловік каже, що хоче відгородити дружину від спогадів про минуле і разом вони починають облаштовувати житло. Грегорі наймає прислугу, якій дає вказівку оберігати Паулу, бо в неї слабке здоров'я. Сам він майже не буває вдома, пояснивши, що винаймає студію, де пише музику. Вдома Грегорі каже дружині, що вона стала забувати дрібні речі, зробилася неуважною, хоча сама Паула цього не помічає. Пізніше вона губить брошку, подаровану чоловіком. Той вкотре картає Паулу за неуважність.
Похмура атмосфера будинку пригнічує Паулу, вона практично перестає виходити надвір. До всього іншого їй здається, що вечорами в будинку пригасає газове світло, а на порожньому забитому цвяхами горищі над її головою лунають тихе шарудіння й кроки. Грегорі запевняє дружину, що це лише гра її уяви. Він робить компліменти служниці, а потім звинувачує дружину в безпідставних підозрах. Пізніше Паула помічає зникнення картин і прикрас. Вона винить служниць у крадіжці, та Грегорі бере з них присягу в чесності та заявляє, що це Паула має клептоманію. Коли подружжя йде на концерт, Грегорі переконує її в мимовільній крадіжці свого годинника. Жінка починає вірити, що божеволіє. Чоловік підігрує їй, розповідаючи, що її мати померла в божевільні.
Детектив Браян Камерон, побачивши Паулу з чоловіком, зауважує її схожість з Еліс. Він підозрює, що справа про вбивство співачки може отримати нові свідчення. Детектив цікавиться будинком Паули та підсилає поліціянта спостерігати за ним. З'ясовується, що Грегорі виходить з будинку через одні двері, а слідом заходить в інші, блукаючи по горищу. Також Грегорі щось копає в підвалі, тож Браян навідується до будинку, коли хазяїна немає вдома. Він показує Паулі, що світло в її кімнаті справді згасає, коли хтось запалює його на горищі. Браян доводить Паулі, що це робить Грегорі, котрий, мабуть, шукає коштовності Еліс. Жінка показує детективу листа, знайденого ще першого дня після вселення. Браян розумує, що Грегорі — це насправді Сергіс Бауер, справжній убивця Еліс. Він прагне запроторити дружину до божевільні, щоб отримати її будинок у спадок.
Коли Грегорі повертається вночі, він помічає, що вдома був хтось сторонній. Однак прислуга за вказівкою Браяна каже, що ніхто не приходив. Насправді Браян ховається в будинку і несподівано постає перед Грегорі. Він глузує з нього, кажучи, що є лише плодом уяви Грегорі. Той намагається застрелити детектива, та не влучає. Браяну вдається зв'язати Грегорі, та він намагається довести, що всі звинувачення — вигадка. Він підмовляє дружину звільнити його, проте Паула більше не вірить йому. Грегорі заарештовують, а Браян каже Паулі, що колись вона забуде все це та питає дозволу відвідати її наступного дня.

## У ролях
- Шарль Буає — Грегорі
- Інгрід Бергман — Паула
- Джозеф Коттен — Браян Камерон
- Мей Вітті — міс Твайс
- Анджела Ленсбері — Ненсі
- Барбара Еверест — Елізабет
- Еміль Рамо — маестро Гуарді
- Едмунд Бреон — генерал Гаддлстон
- Гелліуелл Гоббс — містер Маффін
- Том Стівенсон — Вільямс
- Гізер Тетчер — леді Делрой
- Лоренс Гроссміт — лорд Делрой

## Премії
«Оскар» — 1944:

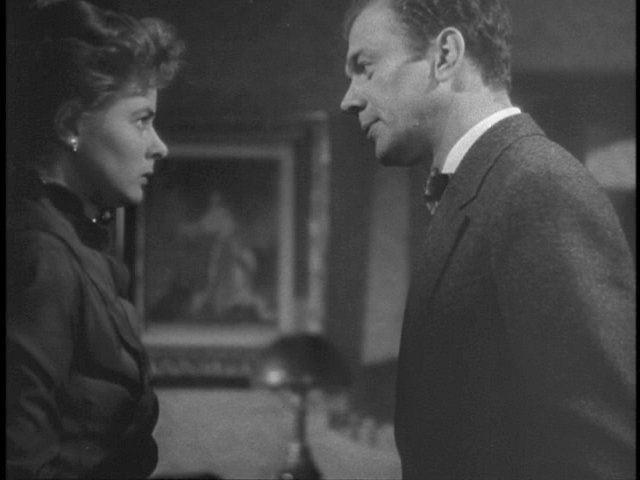
Браян розповідає Паулі про її чоловіка

- «Найкраща жіноча роль»: Інгрід Бергман
- «Найкраща робота художника-постановника»
- номінація «Найкраща жіноча роль другого плану»
- номінація «Найкращий фільм року»
- номінація «Найкраща чоловіча роль»
- номінація «Найкраща операторська робота»
- номінація «Найкращий сценарій-адаптація»